# Poole

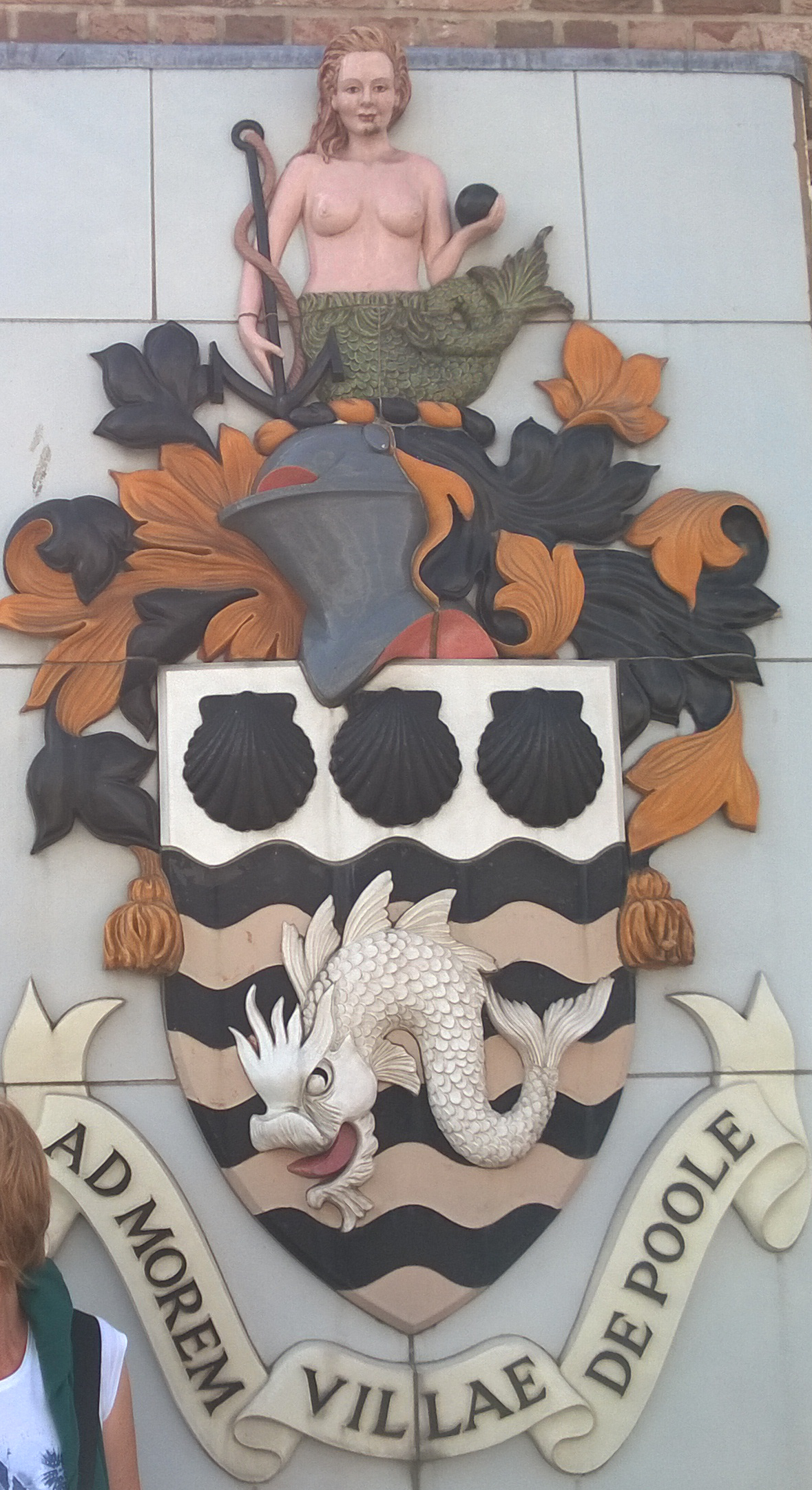
Herb miasta Poole

Poole – miasto w Wielkiej Brytanii (Anglia), w hrabstwie ceremonialnym Dorset, w dystrykcie (unitary authority) Bournemouth, Christchurch and Poole, port pasażerski nad cieśniną La Manche, sąsiaduje z Bournemouth. W 2021 roku miasto liczyło 141 005 mieszkańców.
Klimat w Poole jest ciepły umiarkowany (palmy). Miasto słynie z firmy "Sunseeker" produkującej nowoczesne, luksusowe, drogie jachty, ciągu stylowych restauracji wzdłuż portu i rejsów morskich.
W mieście rozwinął się przemysł ceramiczny, maszynowy, elektrotechniczny oraz chemiczny.

## Współpraca
- Cherbourg-Octeville, Francja.

## Sport
Poole jest ośrodkiem sportu żużlowego. Drużyna Poole Pirates jest sześciokrotnym mistrzem Wielkiej Brytanii (ostatnio w 2013). Klub organizuje także zawody międzynarodowe (m.in. Drużynowy Puchar Świata).